# 이동원 (법조인)
이동원(李東遠, 1963년 2월 7일~)은 대한민국의 법조인으로, 대한민국의 대법관(2018. 8.~)이다.

## 생애
충청남도 논산시가 고향인 부모의 2남2녀 자녀 가운데 차남으로 1963년 2월 7일 서울특별시에서 태어났다.
경복고등학교를 졸업하고 고려대학교 법학과에 재학 중이던 1985년 12429명이 응시하여 298명이 합격한 제27회 사법시험에 합격했다. 1986년 대학을 졸업하고 사법연수원에 입학하였다. 제17기 사법연수원과 공군 법무관을 마치고 1991년 서울형사지방법원 판사에 임용되어 1995년 춘천지방법원 강릉지원, 1999년 서울고등법원으로 전보되어 재직하였다. 2001년 대법원 재판연구관을 지냈다. 2003년에 부장판사로 승진하여 전주지방법원, 수원지방법원 평택지원장, 수원지방법원, 대전고등법원, 서울고등법원으로 전보되어 부장판사를 역임하였다.
서울고등법원 부장판사
서울고등법원 부장판사로 재직하며 통합진보당 전 의원들이 청구한 '국회의원 지위확인 소송'의 항소심을 맡은 이동원은 2015년 11월 13일서울행정법원 행정13부(재판장 반정우)가 “헌법재판소 결정을 법원이 다시 심리ㆍ판단할 수 없다”(서울행정법원2015구합50320)며 청구를 각하한 원심을 2016년 4월 27일에 파기하고 "소송 자체는 성립할 수 있다"면서 의원들의 항소를 기각하였으며(서울고등법원2015누68460), 2013년에 2차례에 걸쳐 조선민주주의인민공화국을 여행하고《오마이뉴스》에 여행기 〈재미동포 아줌마, 또 북한에 가다〉를 연재한 미국 국적 재미동포 신은미가 황선과 함께 2014년 11월 서울 조계사에서 개최한 '전국 순회 토크 문화 콘서트'가 종북이라는 사회적 논란을 일으켜 국가보안법 위반으로 3주 동안 출국금지하고 범죄수사를 통해 기소유예 처분과 함께 대한민국에서 5년동안 강제퇴거 명령한 조치에 대해 "북한 사회주의 체제와 정권의 정당성을 인정하고 북한을 인권·복지국가로 오인하게 할 만한 내용이 포함돼 있다"며 "이같은 언행은 국가의 이익이나 공공의 안전을 침해하여 정당하다"고 판결해 '국가의 이익을 위한 강제퇴거의 기준'을 제시했지만(서울고등법원2016누53557)젠 사키 미국 국무부 대변인은 2015년 1월 9일(현지 시간) 정례 브리핑에서 관련 질문이 나오자 “국가보안법에 관해서는 일부 경우에서 보듯이 그 법이 표현의 자유와 인터넷 접근을 제한하고 있어 우려하고 있다”고 했다.또, 부모와 같이 난민신청을 한 미성년 자녀에게 별도의 면접심사를 하지 않은 것은 유엔아동권리협약 등을 위반한 것이라고 하면서 '난민심사에 회부되지 않았다'는 통지를 구두로 한 것에 대해 "최소한의 절차적인 보호가 보장되지 않았다"며 원고 승소 판결하고(서울고등법원2017누55598) 환경부가 서울 용산 미군기지와 주변 지하수 오염에 관한 환경조사 결과를 비공개 결정한 것에 대해 '국민의 알권리를 제대로 보장하지 않았다'고 보고, 소송을 제기한 민주사회를 위한 변호사모임 원고 승소 판결(서울행정법원2017구합3397)을 인정했다.
투기자본감시센터가 제기한 국민은행과 김앤장의 조세포탈 사건이 포함된 재정신청 사건을 담당했으나 재정신청이유서를 낸 날 이를 심리하지 않고 당일 판결한 것에 대해 "판사의 자격이 없고, 조세포탈의 피해자는 그 회사 주주는 물론이고 5천만 국민이 피해자인데, ‘개인은 조세포탈 범죄 피해자가 아니다’"는 판결로 국세횡령을 방조했다"는 비판을 받았다.
법원행정에 있어서도 법원실무제요 민사소송 분과위원회 위원장으로서 2017년 민사소송 개정판을 발간하는 데 큰 역할을 담당했을 뿐만 아니라 도산사건과 행정사건의 전문가로서 도산법·환경법 등의 분야에서 다수의 논문과 판례평석을 집필했다.
대한민국 대법관
광주고등법원 제주재판부 부장판사로 있으면서 2018년 2월 제58대 제주지방법원장에 겸직으로 취임하여 재직하다 대법관에 제청된 이동원은 국회 인사청문회 과정에서 "2001년 분당 아파트 매입 과정에 2억 여원의 매수 금액을 6000여 만원으로 낮춰 기입해 '다운계약서'를 작성했다"는 조세포탈 논란이 있었으나 함께 대법관으로 임명된 민변 회장 출신 김선수와 우리법연구회 출신 노정희가 진보 성향 인사라는 점을 고려해 균형을 맞춘 인선이라고 하면서 여야 의원으로부터 긍정적인 평가를 받고 문재인 대통령에 의해 임명되어 2018년 8월 2일 대법관에 취임했다.
대법관 취임 전부터 재판 거래를 의심받은 통합진보당 국회의원 지위 확인 소송(서울고등법원2018누68460)에 대해 “법과 양심에 따라, 국민 앞에 한치의 부끄러움이 없다"며 의혹을 부인하고 “국회의원직 상실 여부에 대해 법원이 심판권을 갖고 있다고 선언한 데 의미가 있어 자랑스러운 판결이라고 생각한다"고 하면서 정당 해산 결정에 대해서도 “당연히 존중돼야 할 뿐만 아니라, 결정 내용도 제 생각과 같다"고 말하며 국가보안법 폐지론에 대해 “법관들이 국가보안법을 자의적으로 해석해 처벌 범위를 지나치게 확대할 것이라고 생각하지 않는다”며 폐지 반대 의견을, 양심적 병역거부에 대해 “헌법재판소 결정에 따라 국가기관이 대체복무제 도입을 준비하는 것이 맞다”면서도 “국방의 의무는 국민 전체의 인간적 존엄과 가치를 보장하기 위한 것이기 때문에 가볍게 볼 수 없다”고 했으며 낙태죄는 "법률적 예외가 규정되지 않는 한 잉태된 생명이 인위적으로 결정되는 것은 가볍게 여길 것이 아니다."며 "유지되어야 한다", 성소수자에 대해서는 “모든 점에서 사회적 약자라는 것은 논의가 필요하다”며 "성적 지향은 사적 영역이지만 국가안전·질서유지·공공복리를 위해 필요한 범위 내에서 제한이 가능하다"고 답변하는 등 주요 사법 현안에 대해 보수적인 입장을 밝혔던 이동원은 '사람을 귀하게 여기는재판'이라는 믿음을 대법원에서도 올곧게 지키겠다는다짐으로대법관에 취임한 이후에도 대법관 다수의견과 달리 #1 이승만, 박정희 전 대통령을 친일파로 묘사하여 방송통신위원회의 제재를 받은 것이 정당하고 본 다큐멘터리 ‘백년전쟁’ 사건(대법원2015두49474), #2 '삼성그룹이 최순실에게 제공한 말 3마리를 뇌물로 보긴 어렵다'고 본 박근혜 전 대통령 국정농단 사건(대법원2020도9836), #3 '완벽한 법체계를 무시한 채 입법과 사법의 경계를 허물었다'고 비판한 전교조 법외노조 사건(대법원2016두32992), #4 강제입원과 관련해 불리한 말을 숨기고 유리한 말만 덧붙인 허위사실에 해당한다고 본 이재명 경기도지사 공직선거법 위반 사건(대법원2019도13328) 등에서 소수의견을 제시했다.
대법관으로 있으면서 사상 최초로 서울중앙지방법원 형사합의36부(윤종섭 부장판사) 심리로 2020년 8월 11일 열린 임종헌 전 법원행정처 차장의 속행 공판에 지금까지 증인으로 출석한 다수 판사와 다르게 증인 지원 절차없이 증인으로 출석하여 "사법연수원때부터 친한 사이였던 이민걸 법원행정처 기조실장으로부터 서울고등법원에 발령받은 직후에 '식사를 같이 하자'고 연락을 받았다"며 "식사가 끝나고 나서 '국회의원 지위에 대한 확인이 사법판단의 대상이냐, 사법심사의 대상이 된다면 국회의원의 지위를 인정할 것이냐 (여부), (각 경우의) 장단점' 등의 내용으로 양승태 대법원장과 박병대 법원행정처장이 간부 회의에서 논의한 뒤 법원행정처 심의관들에게 지시해 '법원이 헌법재판소 결정을 판단할 수 있다'며 '1심에서 항소 기각 판단을 내려야 한다'는 취지로 정리한 판단 방향이 담긴 10쪽 내외의 의견서와 강현중 변호사가 쓴 <신 민사소송법 강의> 495쪽 복사본 문건을 받아 사무실에서 읽어봤다"고 진술하면서 "외부에서 재판부에 접근하는 것은 절대 반대"하고 당시 "불쾌했다"며 "안읽었으면 떳떳할텐데 읽어서 면목없다"고 했다

## 경력
- 1985년 제27회 사법시험 합격
- 1991년 서울형사지방법원 판사
- 1993년 서울민사지법방법원 판사
- 1995년 춘천지방법원 강릉지원 판사
- 1998년 서울지방법원 판사
- 1998년 일본 와세다대학교 교육파견
- 1999년 서울고등법원 판사
- 2000년 일본 동경대 교육파견
- 2001년 대법원 재판연구관
- 2003년 전주지방법원 부장판사
- 2004년 대법원 재판연구관
- 2006년 서울중앙지방법원 부장판사
- 2009년 수원지방법원 평택지원장
- 2010년 대전고등법원 부장판사
- 2012년 서울고등법원 부장판사
- 2015년 수원지방법원 수석부장판사
- 2016년 서울고등법원 부장판사
- 2017년 광주고등법원 제주재판부 부장판사
- 2018년 2월 제주지방법원장 겸직
- 2018년 8월 2일~2024년 8월 1일 대법관

## 배우자, 자녀
- 배우자: 김혜정
- 자녀: 1남 2녀